# 小泉るい
小泉 るい（こいずみ るい、1994年9月9日 - ）は、日本の黒ギャル系のAV女優。旧芸名はLINA（りな）。
身長:160cm。 スリーサイズ:B85(C)･W57･H86。
趣味:バス釣り
特技:ダンス
血液型や体重、出身地は非公表。

## 略歴・人物
2013年にギャル専門のアダルトビデオレーベル「kira☆kira」から「LINA（りな）」としてデビューしたギャル系のAV女優である。
2014年には「小泉 るい」に改名したがその名義でのリリースは1作品のみで、その後の活動は無く、公式の発表も無いまま事実上の引退状態にある。
デビュー作品内のインタビューでは、ギャル系AV女優の「泉麻那」に憧れてAVデビューを決めた事を語っており、また同作内で泉麻那本人と思われる人物にメイクの施しを受けているシーンも収められている。

## 出演作品

### アダルトビデオ

#### 「LINA」名義
- kira★kira BLACK GAL DEBUT 黒ギャル新人デビュー★18歳初中出し長身美脚スレンダーギャル LINA （2013年7月19日、kira☆kira）単体作品
- kira☆kira BEST BLACK GAL 黒GAL限定！腰振り騎乗位ロデオFUCK 8時間スペシャル （2013年10月19日、kira☆kira）オムニバス作品
- kira★kira BEST BLACK GAL 黒GAL限定！ 尻丸出しバック激突かせ 8時間スペシャル （2013年12月19日、kira☆kira）オムニバス作品

#### 「小泉るい」名義
- kira★kira BLACK GAL 青姦逆レイプ-長身美脚スレンダーギャル強制中出し- 小泉るい（2014年1月19日、kira☆kira）単体作品